# Corynura spadicidiventris
Corynura spadicidiventris är en biart som beskrevs av Johann Dietrich Alfken 1916. Corynura spadicidiventris ingår i släktet Corynura och familjen vägbin. Inga underarter finns listade i Catalogue of Life.